# Somatochlora ensigera
Somatochlora ensigera är en trollsländeart som beskrevs av Martin 1907. Somatochlora ensigera ingår i släktet glanstrollsländor, och familjen skimmertrollsländor. Inga underarter finns listade i Catalogue of Life.